# جامعة آدم ميتسكيفيتش في بوزنان
جامعة آدم ميتسكيفيتش في بوزنان (بالبولندية: Uniwersytet im. Adama Mickiewicza w Poznaniu) هي إحدى الجامعات البولندية الكبرى، مقرها مدينة بوزنان في غرب البلاد. افتتحت الجامعة في 7 مايو 1919 وحملت اسم الشاعر البولندي آدم ميتسكيفيتش منذ عام 1955.

## كليات الجامعة
- كلية التاريخ
- كلية التربية والفنون الجميلة في كاليش
- كلية الدراسات التربوية
- كلية الرياضيات وعلوم الحاسب
- كلية علم الأحياء
- كلية العلوم الاجتماعية والفلسفة
- كلية العلوم الجغرافية والجيولوجية
- كلية العلوم السياسية والصحافة
- كلية فقه اللغة البولندية والكلاسيكية
- كلية الفيزياء
- كلية القانون والإدارة
- كلية الكيمياء
- كلية اللاهوت
- كلية اللغة الإنجليزية
- كلية اللغات والآداب الحديثة

## وصلات خارجية
- الموقع الرسمي للجامعة (بالإنجليزية)